# スコル (衛星)
スコル (Saturn XLVII Skoll) は、土星の第47衛星である。逆行軌道で土星を公転する不規則衛星で、北欧群に属する。また、北欧群の他の7つの衛星とサブグループ（下位群）スカジ群を形成している。
2006年3月6日に、スコット・S・シェパード、デビッド・C・ジューイット、ジャン・カリーナ (Jan Kleyna) らの観測チームによって発見された。観測にはすばる望遠鏡が用いられている。発見は同年6月30日に国際天文学連合のサーキュラーで公表され、S/2006 S 8 という仮符号が与えられた。
固有名は、この衛星が北欧群に属することから、北欧神話に登場する巨大な狼フェンリルの双子の息子でハティの兄弟であるソール（太陽）を追いかける魔の狼スコル（古ノルド語：Sköll）から名付けられた。命名されたのは2007年4月5日である。また、Saturn XLVII という確定番号が与えられた。
アルベドを 0.04 と仮定すると、スコルは直径が 6 km と推定される。大きな軌道離心率を持ち、やや軌道傾斜角のある軌道で878日ほどかけて土星を一周している。